# Papurana milneana
Espèce
Synonymes
- Rana grisea milneana Loveridge, 1948
- Rana milneana Loveridge, 1948
- Hylarana milneana (Loveridge, 1948)

Statut de conservation UICN

 LC  : Préoccupation mineure
Papurana milneana est une espèce d'amphibiens de la famille des Ranidae.

## Répartition
Cette espèce est endémique de Papouasie-Nouvelle-Guinée. Elle se rencontre :
- dans le sud-est de la Nouvelle-Guinée ;
- dans l'archipel d'Entrecasteaux, sur les îles Fergusson et île Normanby.

Sa présence est incertaine dans les Louisiades.

## Description
La femelle holotype mesure 80 mm.

## Étymologie
Cette espèce est nommée en référence au lieu de sa découverte, la baie de Milne.

## Publication originale
- Loveridge, 1948 : New Guinean Reptiles and Amphibians in the Museum of Comparative Zoölogy and United States National Museum. Bulletin of the Museum of Comparative Zoology at Harvard College, vol. 101, no 2, p. 305-430 (texte intégral).